# Linh Dinh

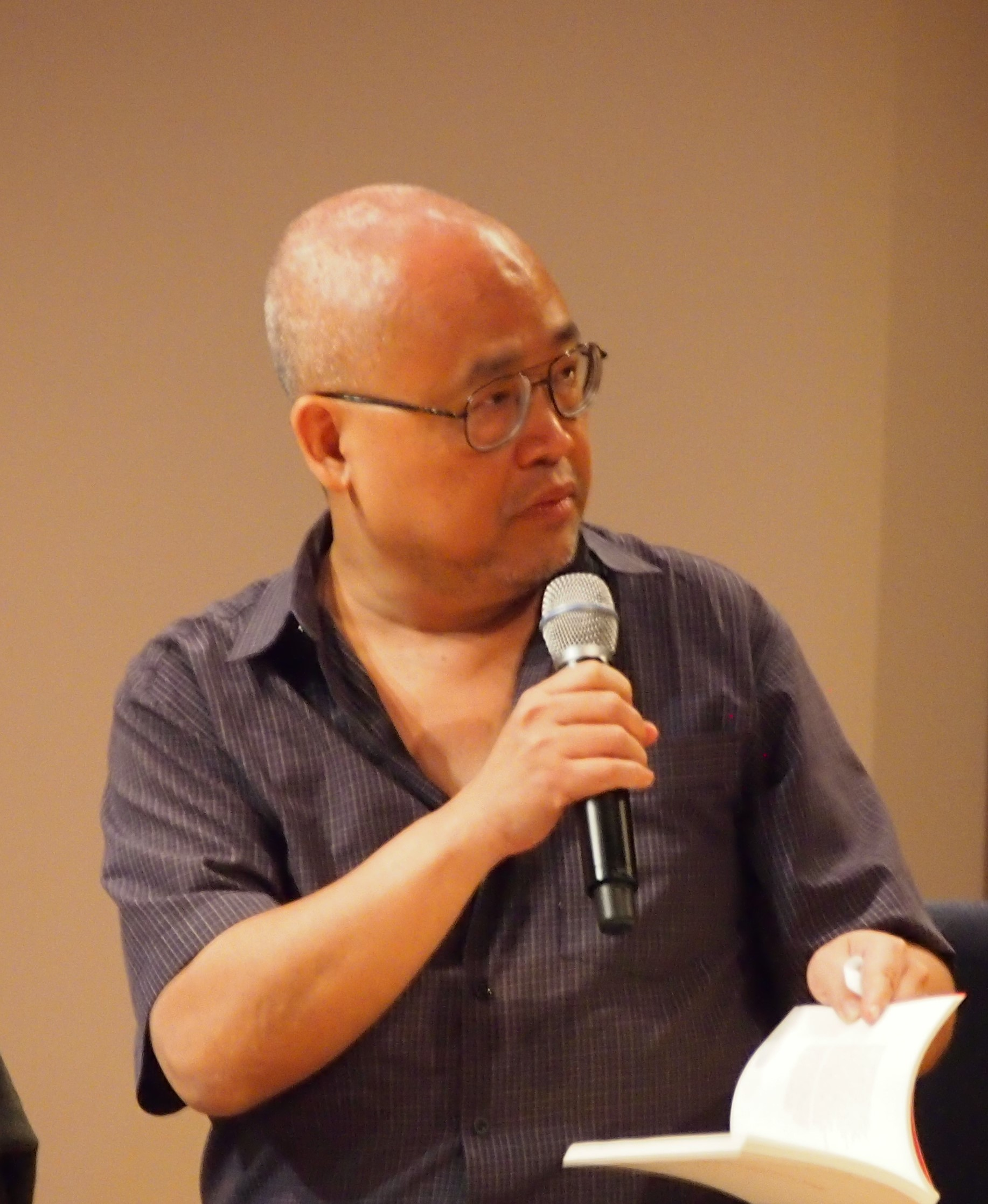
Linh Dinh

Linh Dinh (vietnamesisch Đinh Linh, * 1963 in Saigon, Vietnam) ist ein vietnamesisch-amerikanischer Autor, Übersetzer und Fotograf. Er war Picador Guest Professor am Institut für Amerikanistik der Universität Leipzig im Wintersemester 2015/2016.

## Leben
Dinh emigrierte 1975 in die USA und lebt seit 1982 in Philadelphia. Dort studierte er Malerei an der University of the Arts und war nach seinem Abschluss in Philadelphia literarisch und künstlerisch aktiv. Im Jahr 1993 erhielt er ein Stipendium des Pew Center for Arts & Heritage. Von 1999 bis 2001 lebte er für zwei Jahre in seiner Geburtsstadt Saigon und begann, sich verstärkt der Übersetzung von Literatur, sowohl vom Englischen ins Vietnamesische, als auch umgekehrt, zu widmen. Nach einer kurzen Rückkehr in die USA, zog er 2002 auf Einladung des Internationalen Schriftstellerparlaments für zwei Jahre nach Certaldo, Italien. 2005 war er David Wong Fellow an der University of East Anglia in Norwich, England.
Linh Dinh war ebenfalls Gastdozent an der University of Pennsylvania.

## Werk
Linh Dinhs Werk umfasst zwei Sammlungen von Kurzgeschichten:
- Fake House (2000, Seven Stories Press)
- Blood and Soap (Seven Stories Press, 2004).[6]

Darüber hinaus hat er fünf Gedichtbände veröffentlicht:
- All Around What Empties Out (Tinfish, 2003)[7]
- American Tatts (Chax, 2005)[8]
- Borderless Bodies (Factory School, 2006)
- Jam Alerts (Chax, 2007)[9]
- Some Kind of Cheese Orgy (Chax, 2009).[10]

Sein erster Roman Love Like Hate (Seven Stories Press) wurde im Oktober 2010 veröffentlicht.